# Vielle-Aure
Vielle-Aure là một xã thuộc tỉnh Hautes-Pyrénées trong vùng Occitanie khu vực tây nam nước Pháp. Xã này nằm ở khu vực có độ cao trung bình 850 mét trên mực nước biển.